# Imatge de Manoppello

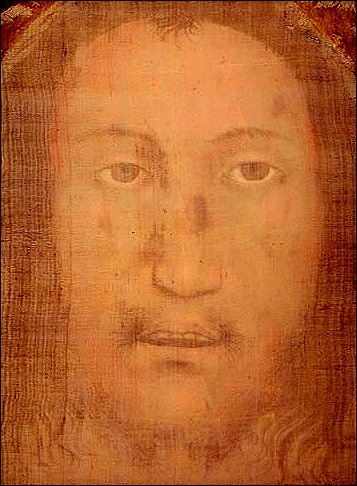
L'anomenada Imatge de Manoppello.

La Imatge de Manoppello és un fragment de roba on es veu una cara i que s'ha relacionat amb la Santa Faç de Jesús, el nom que rep el vel de santa Verònica on Jesús de Natzaret hauria deixat una imatge de la seva cara. Alguns la consideren una imatge aquiropoet i és una de les relíquies relacionades amb Jesús.

## Context
El 1999, el jesuïta alemany Heinnrich Pfeiffer, professor d'Història de l'Art de la Pontifícia Gregoriana va anunciar en una conferència de premsa a Roma que havia trobat el vel en una església de l'Orde dels Frares Menors Caputxins a Manoppello, a Itàlia, on havia estat des del 1660.
Segons la tradició local, un pelegrí anònim va arribar el 1508 amb el drap dins d'un paquet embolicat. El va lliurar al doctor Giacomo Antonio Leonelli, que estava assegut en un banc davant de l'església. El metge va entrar a l'església i va obrir el paquet que conté el vel. Immediatament va sortir de l'església, però no va trobar el portador del paquet. El vel va ser propietat de la família Leonelli fins a 1608. Pancrazio Petrucci, un soldat casat amb una dona membre de la família, Marzia Leonelli, va robar el vel de la casa del seu padrastre. Uns anys més tard, Marzia el va vendre per 400 escuts al doctor Donato Antonio De Fabritiis per a poder pagar la llibertat del seu marit, presoner a Chieti. De Fabritiis va donar el vel als caputxins que actualment el conserven. Aquesta història va ser documentada pel Pare Donato da Bomba en la seva "Relatione historica" escrita el 1648.
Pfeiffer va ser el primer a afirmar que la imatge correspon al vel utilitzat per santa Verònica, el que voldria dir que va ser robat del Vaticà durant la reconstrucció que va tenir lloc el 1506, abans del saqueig de Roma. D'aquesta història no n'hi ha cap prova documentada malgrat d'uns fragments de vidre incrustats a la tela, que es podrien relacionar amb el recipient on es guardava el fragment de roba al Vaticà, que s'hauria trencat en el moment del robatori. El 2006 el papa Benet XVI va coincidir una visita al fragment de roba per a parlar de l'essència del Cristianisme, en un gest que es pot interpretar com un gest per a donar legitimitat a aquesta teoria.

## Origen
S'ha afirmat que la tela estaria feta de byssus, unes rares fibres naturals provinents d'un mol·lusc bivalve anomenat Pinna nobilis, i teixides amb seda marina, utilitzada a l'antiguitat principalment a les costes del Mar Mediterrani. Paul Badde, corresponsal al Vaticà del Die Welt, ha insistit que aquest tipus de teixit només es troba a les tombes d'Egipte, però altres estudiosos consideren que aquest tipus de teixit va ser utilitzat no només pels faraons egipcis, sinó també per als fenicis, els grecs i els romans, i durant l'edat mitjana per als francesos com alguns afirmen que es pot veure en un objecte de Saint-Denis.
Alguns investigadors afirmen que tot i les reclamacions dels orígens divins, la cara en el vel de Manoppello s'ajusta en aparença a les característiques d'una imatge feta per l'home, i que estilísticament és similar a les imatges que daten de finals de l'Edat Mitjana o del Renaixement primerenc.
Durant unes jornades sobre l'enfocament científic de les imatges al centre de recerca ENEA de Frascati el 2010, es va exposar que la imatge van defensar que és una imatge típica de les representacions humanes en un període determinat, però que l'autor no va entendre o no va voler aplicar les proporcions que s'aplicaven a les representacions habituals si bé algunes teories sostenien que el nas tort es podria interpretar amb els cops que hauria rebut Jesús de Natzaret. Diversos estudiosos descarten que la imatge representi a Jesús, sinó que hauria estat un autoretrat de l'artista.
Ian Wilson argumenta que la imatge no té una semblança familiar amb exemplars coneguts i, per tant, no pot haver estat la imatge venerada a l'Edat Mitjana. No obstant això, l'autor Paul Badde al seu llibre de 2010 indica que la demanda de Wilson és incorrecta i ho argumenta amb imatges d'abans del 1608 d'un home amb els ulls oberts i la boca oberta similar a la del vel. Badde sosté que va ser en aquesta època quan la veritable imatge va ser robada del Vaticà, mentre que anava a ser traslladat a una nova capella que es trobava en construcció. Badde també assenyala la caixa del Vaticà on s'exhibia tenia vidre per ambdós costats, i que de només el Vel de Manoppello és visible per ambdós costats
Fanti i afirmen Jaworski sostenen en un article que el Sant Sudari de Torí i la Imatge de Manoppello tenen analogies després de fer un estudi en 3D. Afirmen que les característiques de les imatges donen arguments per a defensar que es tracta d'una imatge aquiropoet, o sigui, feta sense la mà humana. Aquesta teoria està en contradicció amb els estudis de R. Falcinelli, un expert en fotografia que afirma que la imatge ha estat feta per un home i vol representar una reminiscència d'una iconografia existent.
Gian Marco Rinaldi des del Comitè Italià per a la Investigació de les Afirmacions del Paranormal (CICAP) va manifestar que considerava que la teoria segons la qual no hi hauria cap rastre de pigment en la imatge Manoppello és res més que una "llegenda urbana", que té les seves arrels en els llocs d'Internet i blocs, així com de les declaracions públiques de les autoritats religioses a Itàlia i en molts articles de Paul Badde a Die Welt, tots els quals han extrapolat dubitativamente les obres de Donato Vittore i Giulio Fanti. Fanti, tot i estar a favor de l'autenticitat, mai ha afirmat que no hi havia rastres de pigments pictòriques, només s'indica en els seus escrits que la manera en què es va fer la imatge no és conegut per ell i que la imatge no s'ha fet teixint "fils de colors". Fanti i els seus col·laboradors van afirmar que certes parts van contenir pigments però al fer zoom en certa manera entre les fibres, els pigments no es van trobar entre ells, però només en la superfície del teixit, a causa de les característiques intrínseques de la tela biso extremadament fina. Rinaldi insisteix en el fet que Fanti i els seus associats no va dir en cap paper en absolut que la imatge Manoppello corresponia " exactament" al Sant Sudari de Torí, i que una declaració tan extrapolat només ha estat fet públic per la germana Blandine Schlömer, monja trapenc de Manoppello a càrrec de la comunicació amb els mitjans de comunicació. Rinaldi mostra que Fanti va canviar moltes vegades la seva teoria, els pigments que diuen estaven absents, només visible en determinades zones com els ulls i, finalment, que sí que conté pigments, però només de la manera que es van dipositar ió del biso és desconegut per a ell. Aquests ajustaments sense fi dels arguments a favor de l'autenticitat poden haver portat a alguns a extrapolar a tal grau, d'acord amb Rinaldi.